# 垣内景子
垣内 景子（かきうち けいこ、1963年 - ）は、日本の東洋哲学研究者。早稲田大学文学学術院教授。博士（文学・早稲田大学）（論文タイトルは『「心」と「理」をめぐる朱熹思想構造の研究』）。専門は朱子学。

## 人物
1986年に早稲田大学東洋哲学専修を卒業。1993年に同大学院文学研究科東洋哲学専攻を単位取得退学。博士（文学）。学生・院生時代は、土田健次郎に師事する。明治大学哲学専攻教授を経て、2020年より早稲田大学文学学術院教授。
趣味は朱の器の収集。

## 著書
- 『「心」と「理」をめぐる朱熹思想構造の研究』汲古書院、2005
- 『朱子学入門』ミネルヴァ書房、2015
- 『いま、哲学が始まる。 明大文学部からの挑戦』（池田喬・合田正人・坂本邦暢・志野好伸 共著）明治大学出版会、2018
- 『朱子学のおもてなし より豊かな東洋哲学の世界へ』ミネルヴァ書房、2021

### 訳注
- 『『朱子語類』訳注 巻一～三』（共訳）汲古書院、2010
- 『『朱子語類』訳注 巻七・十二・十三 小学・持守・力行』汲古書院、2012
- 『『朱子語類』訳注 巻百十三～百十六 訓門人一』（共訳）汲古書院、2014
- 『『朱子語類』訳注 巻百十七・百十八 訓門人二』（共訳）汲古書院、2017
- 『『朱子語類』訳注 百十九～百二十一 訓門人三』（共訳）汲古書院、2017